# Open di Francia 2016 - Singolare maschile in carrozzina
Shingo Kunieda era il campione in carica del torneo di singolare maschile in carrozzina, ma è stato sconfitto in semifinale da Gustavo Fernández.
Proprio il tennista argentino ha vinto il titolo battendo in finale Gordon Reid con il punteggio di 7–6(4), 6-1.

## Teste di serie
1. Stéphane Houdet
2. Joachim Gérard

## Tabellone

### Legenda
| - Q = Qualificato - WC = Wild card - LL = Lucky loser | - ALT = Alternate - SE = Special Exempt - PR = Protected Ranking | - w/o = Walkover - r = Ritirato - d = Squalificato |

|  | Quarti di finale  | Quarti di finale  | Quarti di finale  | Quarti di finale | Quarti di finale |  |  | Semifinale        | Semifinale        | Semifinale        | Semifinale        | Semifinale        |   |   | Finale      | Finale      | Finale      | Finale | Finale |  |
|  |                   |                   |                   |                  |                  |  |  |                   |                   |                   |                   |                   |   |   |             |             |             |        |        |  |
|  | 1                 | Stéphane Houdet   | Stéphane Houdet   | 6                | 6                |  |  |                   |                   |                   |                   |                   |   |   |             |             |             |        |        |  |
|  | WC                | Michaël Jeremiasz | Michaël Jeremiasz | 1                | 4                |  |  | 1                 | Stéphane Houdet   | Stéphane Houdet   | 3                 | 4                 |   |   |             |             |             |        |        |  |
|  | Gordon Reid       | Gordon Reid       | Gordon Reid       | 7                | 6                |  |  |                   | Gordon Reid       | Gordon Reid       | 6                 | 6                 |   |   |             |             |             |        |        |  |
|  | Nicolas Peifer    | Nicolas Peifer    | Nicolas Peifer    | 5                | 3                |  |  |                   |                   |                   |                   |                   |   |   | Gordon Reid | Gordon Reid | Gordon Reid | 64     | 1      |  |
|  | Stefan Olsson     | Stefan Olsson     | Stefan Olsson     | 3                | 1                |  |  |                   |                   | Gustavo Fernández | Gustavo Fernández | Gustavo Fernández | 7 | 6 |             |             |             |        |        |  |
|  | Gustavo Fernández | Gustavo Fernández | Gustavo Fernández | 6                | 6                |  |  | Gustavo Fernández | Gustavo Fernández | Gustavo Fernández | 6                 | 6                 |   |   |             |             |             |        |        |  |
|  |                   | Shingo Kunieda    | 3                 | 6                | 6                |  |  | Shingo Kunieda    | Shingo Kunieda    | Shingo Kunieda    | 3                 | 2                 |   |   |             |             |             |        |        |  |
|  | 2                 | Joachim Gérard    | 6                 | 3                | 2                |  |  |                   |                   |                   |                   |                   |   |   |             |             |             |        |        |  |